# Cheomseongdae
Das Cheomseongdae-Observatorium in der Stadt Gyeongju in Südkorea ist das älteste erhaltene Observatorium in Ostasien. Es wurde während der Herrschaft von Königin Seondeok (die von 632 bis 647 herrschte) erbaut und diente der Beobachtung der Sterne, um Wettervorhersagen zu treffen. Jede Lage besteht aus 12 Steinen, die wahrscheinlich die Monate symbolisieren. Insgesamt gibt es 30 Lagen übereinander; eine für jeden Tag im Monat. Insgesamt besteht die Sternwarte aus 366 Steinen.
Seine Basis hat eine Länge von 5,7 m, die Höhe beträgt 9,4 m. Der Turm ist bis zur Öffnung an der Südwand innen mit Erde gefüllt. Wahrscheinlich war der Zugang über eine Leiter von außen. Innen könnte es einen Aufgang bis zur oberen Plattform gegeben haben. Es ist nicht klar, ob der Turm für astronomische Beobachtungen genutzt wurde oder eher rituellen bzw. astrologischen Zwecken diente.
Am 20. Dezember 1962 wurde die Cheomseongdae-Sternwarte zum Nationalschatz Nummer 31 ernannt. Es wurde zusammen mit anderen im Gebiet von Gyeongju liegenden Stätten aus der Zeit des Königreichs Silla 2000 unter der Bezeichnung Historische Stätten von Gyeongju in das UNESCO-Welterbe aufgenommen.